# Lister Glacier (glaciär i Antarktis, lat -77,98, long 163,08)
Lister Glacier är en glaciär i Antarktis. Den ligger i Östantarktis. Nya Zeeland gör anspråk på området. Lister Glacier ligger 1 195 meter över havet.
Terrängen runt Lister Glacier är varierad, och sluttar österut. Trakten är obefolkad. Det finns inga samhällen i närheten.